# Gerhard Nijhof
Gerhard Nijhof (Hengelo, 1938) is emeritus hoogleraar medische sociologie aan de Universiteit van Amsterdam.

## Leven en werk
Gerhard Nijhof studeerde aanvankelijk geneeskunde en daarna sociologie aan de Radboud Universiteit in Nijmegen en Community Psychiatry aan het Albert Einstein College of Medicine van Yeshiva University in New York.
Zijn eerste werkkring was begin jaren zestig het Algemeen Centraal Bureau voor de Geestelijke Volksgezondheid (1964-1968). Daarna was hij van 1968 tot 1980 verbonden aan de Afdeling Preventieve en Sociale Psychiatrie van de Faculteit Geneeskunde van de Erasmus Universiteit. In 1979 promoveerde hij daar op het proefschrift Sociale ongelijkheid en psychische storingen. Van 1980 tot 2003 was Gerhard Nijhof hoogleraar medische sociologie aan de Universiteit van Amsterdam.
Zijn belangstelling voor de kritische psychiatrie resulteerde in het boek Individualisering en uitstoting; van maatschappelijk probleem naar psychische stoornis. Zijn belangstelling voor sociale ongelijkheid leidde tot een onderzoek naar de relatie tussen sociaal-economische status en psychische gezondheidsklachten dat zijn neerslag vond in zijn dissertatie Sociale ongelijkheid en psychische storingen (1979).
Nijhofs onderzoek was aanvankelijk kwantitatief georiënteerd. Vanaf 1980 is zijn onderzoek kwalitatief van aard. Zijn belangstelling was in het begin vooral op de theoretische grondslagen ervan gericht: de sociologie van taal en tekst. Later ook op de talige methoden om ervaringen van mensen te onderzoeken. Over een van deze methoden schreef hij het boek Levensverhalen; over de methode van autobiografisch onderzoek in de sociologie. Met behulp van zulke levensverhalen heeft Nijhof jarenlang de problematische ervaringen van mensen met een vijftal chronische aandoeningen onderzocht: de ziekte van Parkinson, Multiple Sclerose, dwarslaesie, epilepsie en langdurige psychische storingen. Hij publiceerde daarover vele artikelen. Ook zijn afscheidscollege in 2004 ging daarover: Ongewoon ziekenleven. De laatste jaren richt hij zich op de problemen die 'ongewone' manifestaties van chronische aandoeningen bij mensen teweegbrengen. In artikelen over 'interactioneel ongemak' (Mens & Maatschappij, 2009; Medische Antropologie, 2011) en 'gratieverlies' (Sociologie, 2011) bij mensen met de ziekte van Parkinson publiceerde hij de eerste bevindingen van dat onderzoek.
In 2001 schreef hij een medisch-sociologische impressie van zijn eigen omgang met kanker: Ziekenwerk.

## Publicaties
Gerhard Nijhof publiceerde zeven boeken:
- Individualisering en uitstoting (1978, een kritische analyse van de psychiatrische praktijk)
- Sociale ongelijkheid en psychische storingen (1979, dissertatie)
- Working papers on discourse and conversational analysis (1985, bundel over taal en sociologie i.s.m. Tony Hak en Joke Haafkens)
- Gezondheidszorg en cultuur (1989, bundel over de relatie tussen cultuur en gezondheid i.s.m. Sjaak van der Geest)
- Levensverhalen (2000, over een methode van kwalitatief sociologisch onderzoek)
- Ziekenwerk (2001, over de eigen ervaringen met een ernstige ziekte)
- Tekstsociologie (2003, over de sociologie van taal en taalgebruik)

Naast zijn boeken publiceerde hij ruim honderd wetenschappelijke artikelen, onder meer in International Journal of Health Sciences, European Journal of Public Health  en Sociology of Health and Illness.